# Мартинелли, Джованни (художник)
Джованни Мартинелли (итал. Giovanni Martinelli; ноябрь 1600, Монтеварки, Ареццо — 1659, Флоренция) — итальянский художник эпохи барокко.

## Биография
Точная дата рождения Джованни Мартинелли не установлена. По одним источникам, он родился в 1600 году, по другим — в 1604. Неизвестно, в каком году он приехал из Монтеварки во Флоренцию для изучения рисунка и живописи в мастерской Якопо Лигоцци. Здесь, уже в 1622 году, покровитель Караваджо Франческо Дель Антелла заказывает у него фреску для фасада церкви Сан-Лоренцо в Гроссето, которая была позднее утеряна. В 1625 году он оставил Лигоцци, возможно, в результате судебного процесса в суде Флоренции. В 1630-х годах Мартинелли работает как самостоятельный художник.

## Галерея
- Джованни Мартинелли, Святая Агата исцеляет Святого Петра в тюрьме, Музей Прадо
- Джованни Мартинелли, Три грации
- Джованни Мартинелли, Кающаяся Магдалина, Музей Урсулинок в г. Макон, Франция
- Джованни Мартинелли, Натюрморт, Палаццо Питти, Флоренция
- Джованни Мартинелли, Жертвоприношение Ноя
- Джованни Мартинелли, Аллегория астрономии